# Вачков, Григор
Григо́р Ва́чков Григо́ров (болг. Григор Вачков Григоров; 26 мая 1932 года, Трынчовица, Болгария — 18 марта 1980 года, София, Болгария) — болгарский актёр театра, кино и телевидения. Народный артист НРБ.

## Биография
В 1955 году окончил Национальную академию театра и кино. Работал в театре Сатиры в Софии. В кино с 1958 года («Звёзды»). Широкую известность актёру принесла роль в сериале «На каждом километре». Член БКП с 1959 года.
Отец актрисы Мартины Вачковой.
Похоронен на Центральном кладбище Софии.

## Избранная фильмография

### Актёр
- 1958 — Звезды / Звезди — Монтьор в работилница (ГДР—Болгария)
- 1960 — Дом на две улицы / Дом на две улици — Гуни хуната
- 1960 — Хитрый Пётр / Хитър Петър — эпизод
- 1960 — Бедная улица / Бедната улица
- 1962 — Хроника чувств / Хроника на чувствата — Илийчо
- 1962 — Табак / Тютюн (в советском прокате «Конец „Никотианы“»)
- 1963 — Смерти нет / Смърт няма — Пешо
- 1964 — Непримиримые / Непримиримите — Ваклин
- 1964 — Цепь / Веригата — курьер
- 1964 — Отпуск репортёра / Невероятна история — шофёр
- 1965 — Старинная монета / Старинната монета — Бончо (Болгария—ГДР)
- 1965 — Жаркий полдень / Горещо пладне — селянин
- 1966 — Привязанный аэростат / Привързаният балон — человек с пистолетом
- 1966 — Джесси Джеймс против Локума Шекерова / Джеси Джеймс срещу Локум Шекеров — Локум Шекеров
- 1968 — Гибель Александра Великого / Гибелта на Александър Велики — Александр Карев
- 1968 — Белая комната / Бялата стая — клоун
- 1969 — Танго / Танго — Ильо Митовски
- 1969 — Белый конь / Белият кон — Джери (к/м)
- 1969 — 1971 — На каждом километре / На всеки километър (сериал) — Митко Бомбата
- 1970 — Кит / Кит — капитан
- 1970 — Князь / Князът — художник
- 1973 — Бегство в Ропотамо / Бягство в Ропотамо — Юсуф
- 1973 — Самый лучший человек, которого я знаю / Най-добрият човек, когото познавам! — Семо Влычков
- 1973 — Вечные времена / Вечни времена — Гунчев
- 1973 — Последнее лето / Последно лято — Иван Ефрейторов
- 1974 —  / Селкор — Мангафата
- 1976 — Воспоминание о двойняшке / Спомен за близначката — Пырван (в советском прокате «Помню всегда»)
- 1977 — Молодецкие времена / Мъжки времена — Банко
- 1977 — Против ветра / Срещу вятъра — капитан второго ранга Григоров
- 1978 —  / Утрото е неповторимо — Мичев
- 1978 — Крыша / Покрив — Мургавият
- 1978 — Все и никто / Всички и никой — Мустафа
- 1978 — Тепло / Топло — мастер / Динго
- 1979 — Почти любовная история / Почти любовна история — Парушев
- 1980 — Кулаки в карманах / Юмруци в пръстта — охранник Ташо
- 1980 — Три смертных греха / Трите смъртни гряха — Митар
- 1980 — Воздушный человек / Въздушният човек — дядя Фоти
- 1980 — Грузовик / Камионът — Дедлето
- 1981 — Мера за меру / Мера според мера — воевода Апостол

## Награды
- ? — Заслуженный артист НРБ
- 1971 — Димитровская премия («На каждом километре»)
- 1978 — Народный артист НРБ